# Okrožno sodišče v Novi Gorici
Okrožno sodišče v Novi Gorici je okrožno sodišče Republike Slovenije s sedežem v Novi Gorici, ki spada pod Višje sodišče v Kopru. Trenutna predsednica (2007) je Darinka Kogoj .
Pod to okrožno sodišče spadajo naslednja okrajna sodišča:
- Okrajno sodišče v Novi Gorici
- Okrajno sodišče v Ajdovščini
- Okrajno sodišče v Idriji
- Okrajno sodišče v Tolminu